# هانگرفورد
latitudeهانگرفوردlongitudeهانگرفورد
هانگرفورد (به انگلیسی: Hungerford) یک شهرک در بریتانیا است که در انگلستان واقع شده‌است.

## خصوصیات
هانگرفورد ۵٬۵۵۹ نفر جمعیت دارد.